# لوئیس مانوئل بلانکو
لوئیس مانوئل بلانکو (انگلیسی: Luis Manuel Blanco؛ زادهٔ ۱۳ دسامبر ۱۹۵۳) بازیکن فوتبال اهل آرژانتین است.
از باشگاه‌هایی که در آن بازی کرده‌است می‌توان به باشگاه فوتبال اتلتیکو تیگره، باشگاه فوتبال بوکا جونیورز، و باشگاه فوتبال لانوس اشاره کرد.